# Mittelbronn
Mittelbronn é uma comuna francesa na região administrativa de Grande Leste, no departamento de Mosela. Estende-se por uma área de 7,71 km². Em 2010 a comuna tinha 701 habitantes (densidade: 90,9 hab./km²).